# Lithobius sphinx
Lithobius sphinx är en mångfotingart som först beskrevs av Karl Wilhelm Verhoeff 1941.  Lithobius sphinx ingår i släktet Lithobius och familjen stenkrypare.
Artens utbredningsområde är Italien. Inga underarter finns listade i Catalogue of Life.